# Droga krajowa B80 (Niemcy)
Droga krajowa 80 (niem. Bundesstraße 80, B 80) – niemiecka droga krajowa przebiegająca  z zachodu na wschód od skrzyżowania z drogą B83 w Bad Karlshafen w Hesji do Halle w Saksonii-Anhalt, gdzie krzyżuje się z drogami B6, B91 i B100.

## Miejscowości leżące przy B80

### Hesja
Bad Karlshafen, Gewissenruh, Gieselwerder, Gottstreu, Reinhardshagen, Vaake, Gartenbach, Witzenhausen.

### Dolna Saksonia
Hann. Münden, Hedemünden.

### Turyngia
Hohengandern, Arenshausen, Uder, Heilbad Heiligenstadt, Beuren, Leinefelde, Worbis, Kirchworbis, Breitenworbis, Sollstedt, Obergebra, Niedergebra, Elende, Wipperdorf, Werther, Nordhausen, Görsbach.

### Saksonia-Anhalt
Berga, Roßla, Bannungen, Hohlstedt, Wallhausen, Sangerhausen, Riestedt, Emseloh, Blankenheim, Wimmelburg, Eisleben, Aseleben, Seeburg, Langenbogen, Bennstedt, Halle.